# Кримська обласна рада депутатів трудящих XV скликання
Кримська обласна рада депутатів трудящих п'ятнадцятого скликання — представничий орган Кримської області у 1975—1977 роках.
Нижче наведено список депутатів Кримської обласної ради 15-го скликання, обраних 15 червня 1975 року в загальних та особливих округах. Всього до Кримської обласної ради 15-го скликання було обрано 196 депутатів по відкритих округах. Депутатів, обраних по закритих військових округах, у пресі не публікували.
| Прізвище, ім'я, по-батькові          | Місто чи район           | Виборчий округ | Посада | Примітки                          |
| ------------------------------------ | ------------------------ | -------------- | --- | --------------------------------- |
| Абрамова Надія Устинівна             | Ялта                     | № 81           | секретар Кримського обласного комітету КПУ                                                                                     |                                   |
| Авраамов Георгій Миколайович         | Сімферопольський район   | № 152          | директор радгоспу-заводу «Виноградний»                                                                                         |                                   |
| Алексєєв Євген Михайлович            | Кіровський район         | № 106          | голова Кіровського райвиконкому                                                                                                |                                   |
| Арбузов Валерій Дмитрович            | Сакський район           | № 145          | завідувач відділу організаційно-партійної роботи Кримського обласного комітету КПУ                                             |                                   |
| Барановський Василь Васильович       | Сімферополь              | № 47           | заступник голови Кримського облвиконкому                                                                                       |                                   |
| Басманова Людмила Полікарпівна       | Ялта                     | № 74           | соусоварниця Ялтинського рибокомбінату                                                                                         |                                   |
| Бацман Володимир Григорович          | Кіровський район         | № 111          | бригадир тракторної бригади колгоспу імені Червоної армії                                                                      |                                   |
| Бескровний Володимир Сергійович      | Сімферополь              | № 44           | машиніст електровоза Сімферопольського локомотивного депо Придніпровської залізниці                                            |                                   |
| Бєлобородько Володимир Іванович      | Красноперекопський район | № 123          | тракторист радгоспу «Таврійський»                                                                                              |                                   |
| Бєлоусова Варвара Петрівна           | Керч                     | № 30           | електрозварниця Камиш-Бурунського залізорудного комбінату імені С. Орджонікідзе                                                |                                   |
| Бєлоусова Олександра Вікторівна      | Ялта                     | № 84           | виноградар винрадгоспу «Лівадія»                                                                                               |                                   |
| Бєляков Микола Семенович             | Феодосія                 | № 68           | зварювальник Феодосійського механічного заводу                                                                                 |                                   |
| Бобашинський Володимир Олександрович | Севастополь              | № 187          | редактор газети «Кримська правда»                                                                                              |                                   |
| Богдашкін Павло Іванович             | Чорноморський район      | № 167          | голова Чорноморського райвиконкому                                                                                             |                                   |
| Бондар Саїда Володимирівна           | Євпаторія                | № 12           | лікарка-педіатр центральної курортної поліклініки міста Євпаторії                                                              |                                   |
| Бризицький Василь Іванович           | Євпаторія                | № 14           | токар-автоматник Євпаторійського машинобудівного заводу                                                                        |                                   |
| Варичев Михайло Якович               | Алушта                   | № 4            | голова Алуштинського міськвиконкому                                                                                            |                                   |
| Васильєв Віктор Васильович           | Красногвардійський район | № 119          | голова правління колгоспу імені Кірова                                                                                         |                                   |
| Вершков Дмитро Дементійович          | Ялта                     | № 79           | голова Ялтинського міськвиконкому                                                                                              |                                   |
| Виниченко Любов Григорівна           | Нижньогірський район     | № 136          | майстер із пошиття верхнього одягу Нижньогірського райпобуткомбінату                                                           |                                   |
| Волков Леонід Григорович             | Севастополь              | № 191          | директор Кримрадгоспвинтресту                                                                                                  |                                   |
| Волкова Валентина Дмитрівна          | Сакський район           | № 151          | колгоспниця колгоспу імені Горького                                                                                            |                                   |
| Гаврищук Ніна Павлівна               | Сімферополь              | № 51           | водій тролейбуса тролейбусного управління                                                                                      |                                   |
| Гайдук Марія Григорівна              | Севастополь              | № 174          | швачка Севастопольської швейної фабрики                                                                                        |                                   |
| Гарбузова Ніна Андріївна             | Бахчисарайський район    | № 85           | агроном відділка радгоспу-заводу імені Чкалова                                                                                 |                                   |
| Гармаш Микола Данилович              | Роздольненський район    | № 141          | старший чабан радгоспу «Роздольненський»                                                                                       |                                   |
| Глушенков Віктор Федорович           | Ялта                     | № 77           | майстер дільниці будівельного управління № 36 тресту «Ялтаспецбуд»                                                             |                                   |
| Голик Олексій Федотович              | Севастополь              | № 185          | водій автотранспортного підприємства № 11076 міста Севастополя                                                                 |                                   |
| Головко Раїса Іллівна                | Кіровський район         | № 109          | бригадир виноградарської бригади винрадгоспу «Старокримський»                                                                  |                                   |
| Голодова Марія Павлівна              | Сімферопольський район   | № 155          | доярка радгоспу «Перевальний»                                                                                                  |                                   |
| Гончаренко Валентина Іванівна        | Севастополь              | № 184          | токар Севастопольського морського заводу імені С. Орджонікідзе                                                                 |                                   |
| Гончаренко Ніна Миколаївна           | Красногвардійський район | № 113          | бригадир садівницької бригади колгоспу «Дружба народів»                                                                        |                                   |
| Гончарова Наталія Петрівна           | Севастополь              | № 180          | швачка Севастопольської трикотажної фабрики                                                                                    | повноваження припинені 29.09.1976 |
| Гордєєва Ніна Федорівна              | Бахчисарайський район    | № 86           | бригадир молочнотоварної ферми Кримської дослідної станції Всесоюзного сортонасінницького об’єднання цукрових буряків і тютюну |                                   |
| Горохов Володимир Васильович         | Євпаторія                | № 11           | муляр-монтажник будівельного правління № 55 тресту «Євпаторіябуд»                                                              |                                   |
| Гоч Василь Павлович                  | Севастополь              | № 179          | студент Севастопольського приладобудівного інституту                                                                           |                                   |
| Грищенко Тетяна Йосипівна            | Керч                     | № 23           | швачка Керченської швейної фабрики                                                                                             |                                   |
| Губрієнко Людмила Євдокимівна        | Джанкойський район       | № 101          | бригадир комплексної бригади колгоспу «Шлях Леніна»                                                                            |                                   |
| Гуренко Федір Миколайович            | Ленінський район         | № 126          | голова Кримського обласного об’єднання «Сільгосптехніка»                                                                       |                                   |
| Денисенко Іван Федорович             | Севастополь              | № 177          | начальник Головного управління рибної промисловості Азово-Чорноморського басейну                                               |                                   |
| Деньщук Віктор Михайлович            | Сімферополь              | № 43           | начальник Кримського відділка Придніпровської залізниці                                                                        |                                   |
| Дєдков Сергій Дмитрович              | Сімферополь              | № 40           | пілот Сімферопольського авіаційного підприємства                                                                               |                                   |
| Дисик Антоніна Йосипівна             | Сакський район           | № 147          | вчителька Митяївської середньої школи                                                                                          |                                   |
| Дмитрієнко Тамара Григорівна         | Сімферопольський район   | № 156          | доярка навчально-дослідного господарства «Комунар»                                                                             |                                   |
| Довбенко Лідія Іванівна              | Севастополь              | № 175          | майстер пошиття одягу Севастопольської швейної фабрики «Швейпром»                                                              |                                   |
| Донцов Дмитро Іванович               | Керч                     | № 29           | судноскладальник Керченського судномеханічного заводу «Затока»                                                                 |                                   |
| Дубов Валентин Федорович             | Керч                     | № 31           | голова Керченського міськвиконкому                                                                                             |                                   |
| Євгеньєва Надія Арсентіївна          | Сімферополь              | № 38           | бригадир Кримського виробничого трикотажного об’єднання                                                                        |                                   |
| Єрмакова Олена Станіславівна         | Сімферополь              | № 55           | електрообмотувальниця Сімферопольського електромеханічного заводу                                                              |                                   |
| Єрмоленко Алла Миколаївна            | Білогірський район       | № 97           | кролівник колгоспу «Гірський»                                                                                                  |                                   |
| Жеребко Ніна Михайлівна              | Севастополь              | № 186          | механік Севастопольських ремонтно-механічних майстерень                                                                        |                                   |
| Жорич Анатолій Петрович              | Севастополь              | № 190          | начальник Кримського обласного управління внутрішніх справ                                                                     |                                   |
| Жумикін Альберт Петрович             | Сімферополь              | № 46           | директор Сімферопольського машинобудівного заводу «Головстроммашина»                                                           |                                   |
| Жучков Іван Федорович                | Бахчисарайський район    | № 90           | голова Бахчисарайського райвиконкому                                                                                           |                                   |
| Забродська Світлана Людвигівна       | Євпаторія                | № 16           | старший продавець магазину № 68                                                                                                |                                   |
| Іванець Наталія Демидівна            | Сімферопольський район   | № 154          | робітниця птахофабрики «Південна»                                                                                              |                                   |
| Іванова Марія Дмитрівна              | Кіровський район         | № 108          | бригадир виноградарської бригади колгоспу «Україна»                                                                            |                                   |
| Івановський Георгій Васильович       | Красногвардійський район | № 118          | начальник Кримського обласного управління культури                                                                             |                                   |
| Іванчикова Раїса Герасимівна         | Білогірський район       | № 93           | тютюнниця колгоспу «Росія» |                                   |
| Ільченко Анатолій Данилович          | Феодосія                 | № 62           | механік рефрижераторних установок Феодосійського морського торговельного порту                                                 |                                   |
| Ілюхіна Зінаїда Федорівна            | Феодосія                 | № 65           | запарювальниця Феодосійської панчішної фабрики                                                                                 |                                   |
| Кайоткін В'ячеслав Миколайович       | Керч                     | № 22           | начальник Кримського обласного управління побутового обслуговування населення                                                  |                                   |
| Калантай Олександра Яківна           | Джанкойський район       | № 99           | бригадир овочівницької бригади радгоспу «Джанкойський № 3»                                                                     |                                   |
| Калиміна Раїса Петрівна              | Феодосія                 | № 63           | контролер відділу технічного контролю Феодосійської тютюнової фабрики                                                          |                                   |
| Камінський Іван Олександрович        | Севастополь              | № 178          | водій автоколони № 2203 міста Севастополя                                                                                      |                                   |
| Камлер Віктор Валентинович           | Євпаторія                | № 13           | водій автомобіля Євпаторійського автотранспортного об’єднання № 11663                                                          |                                   |
| Каренін Павло Васильович             | Сімферополь              | № 49           | бригадир бетонярів Сімферопольського заводу залізобетонних виробів                                                             |                                   |
| Кизимова Галина Павлівна             | Совєтський район         | № 163          | бригадир тепличного господарства колгоспу імені Леніна                                                                         |                                   |
| Кириленко Іван Іванович              | Севастополь              | № 176          | голова Севастопольського міськвиконкому                                                                                        |                                   |
| Кириліна Алевтина Миколаївна         | Севастополь              | № 169          | майстер цеху Севастопольського рибоконсервного філіалу об’єднання «Атлантика»                                                  |                                   |
| Кириченко Микола Карпович            | Красногвардійський район | № 115          | 1-й секретар Кримського обласного комітету КПУ                                                                                 |                                   |
| Кирін Георгій Семенович              | Роздольненський район    | № 142          | голова Роздольненського райвиконкому                                                                                           |                                   |
| Киседобрєв Геннадій Петрович         | Красноперекопський район | № 122          | голова виконкому Армянської селищної ради                                                                                      |                                   |
| Кисляк Ніна Семенівна                | Сакський район           | № 146          | робітниця-овочівник Прибережненського радгоспу-технікуму                                                                       |                                   |
| Клубук Надія Антонівна               | Севастополь              | № 173          | слюсар-складальник Севастопольських електромонтажних майстерень                                                                |                                   |
| Кляритський Лев Миколайович          | Алушта                   | № 1            | 1-й секретар Алуштинського міського комітету КПУ                                                                               |                                   |
| Ковальов Іван Михайлович             | Севастополь              | № 193          | машиніст екскаватора Балаклавського рудоуправління імені Горького                                                              |                                   |
| Кожушко Марія Степанівна             | Джанкойський район       | № 100          | бригадир овочівницької бригади колгоспу «Заповіт Леніна»                                                                       |                                   |
| Козедубова Галина Володимирівна      | Севастополь              | № 189          | електромонтажниця Севастопольського заводу «Парус»                                                                             |                                   |
| Козлова Любов Іванівна               | Сімферопольський район   | № 162          | трактористка винрадгоспу «Сонячний»                                                                                            |                                   |
| Колесник Леонід Васильович           | Красногвардійський район | № 112          | голова Красногвардійського райвиконкому                                                                                        |                                   |
| Корень Віра Федорівна                | Бахчисарайський район    | № 91           | директор Бахчисарайської середньої школи № 2                                                                                   |                                   |
| Корнєєв Микола Іванович              | Севастополь              | № 192          | прокурор Кримської області |                                   |
| Коробов Семен Васильович             | Сімферопольський район   | № 160          | ланковий механізованої ланки радгоспу «Сімферопольський»                                                                       |                                   |
| Котляр Валентина Іванівна            | Ленінський район         | № 130          | агроном-виноградар колгоспу імені Войкова                                                                                      |                                   |
| Котляр Володимир Сергійович          | Джанкойський район       | № 105          | директор радгоспу імені 8 Березня                                                                                              |                                   |
| Котлярова Євдокія Сергіївна          | Сімферополь              | № 60           | прасувальниця Сімферопольської швейної фабрики імені Крупської                                                                 |                                   |
| Котовський Олексій Анатолійович      | Джанкойський район       | № 103          | голова правління колгоспу імені Леніна                                                                                         |                                   |
| Кравець Микита Лаврентійович         | Білогірський район       | № 96           | голова Білогірського райвиконкому                                                                                              |                                   |
| Криворотов Володимир Іванович        | Красногвардійський район | № 116          | голова правління колгоспу «Росія»                                                                                              |                                   |
| Кривошеєв Віктор Іванович            | Бахчисарайський район    | № 89           | завідувач механічних майстерень радгоспу «Ароматний»                                                                           |                                   |
| Кулаков Михайло Михайлович           | Євпаторія                | № 10           | голова Євпаторійського міськвиконкому                                                                                          |                                   |
| Куликова Валентина Андріївна         | Ленінський район         | № 131          | бригадир-виноградар колгоспу імені XIX партз’їзду                                                                              |                                   |
| Кулькова Тамара Микитівна            | Севастополь              | № 196          | бригадир тютюнницької бригади радгоспу «Червоний Жовтень»                                                                      |                                   |
| Курлигін Віктор Георгійович          | Первомайський район      | № 139          | 1-й секретар Первомайського районного комітету КПУ                                                                             |                                   |
| Куришев Олександр Іванович           | Сімферопольський район   | № 157          | голова Кримської обласної планової комісії                                                                                     |                                   |
| Кучерук Микола Ілліч                 | Євпаторія                | № 17           | завідувач Кримського обласного відділу соціального забезпечення                                                                |                                   |
| Лаврук Алла Леонтіївна               | Роздольненський район    | № 140          | доярка колгоспу «Радянська Батьківщина»                                                                                        |                                   |
| Левчук Лариса Володимирівна          | Євпаторія                | № 18           | вчителька Євпаторійської середньої школи № 3                                                                                   |                                   |
| Лешуков Анатолій Георгійович         | Кіровський район         | № 110          | голова правління Кримської обласної спілки споживчих товариств                                                                 |                                   |
| Лещенко Тамара Іванівна              | Сімферополь              | № 36           | стерилізатор Сімферопольського консервного заводу імені 1 Травня                                                               |                                   |
| Лисенко В'ячеслав Григорович         | Ленінський район         | № 128          | секретар Кримського обласного комітету КПУ                                                                                     |                                   |
| Лук'яненко Костянтин Петрович        | Сімферополь              | № 33           | голова Кримського обласного комітету народного контролю                                                                        |                                   |
| Македон Людмила Михайлівна           | Севастополь              | № 182          | водій тролейбуса тролейбусного управління міста Севастополя                                                                    |                                   |
| Макєєв Андрій Іванович               | Сімферополь              | № 58           | начальник Кримського обласного управління торгівлі                                                                             |                                   |
| Максимов Володимир Михайлович        | Сімферополь              | № 50           | голова Сімферопольського міськвиконкому                                                                                        |                                   |
| Малухіна Раїса Олексіївна            | Сімферополь              | № 34           | майстер цеху Сімферопольського заводу телевізорів імені 50-річчя СРСР                                                          |                                   |
| Мар'євич Марія Степанівна            | Сакський район           | № 150          | старша пташниця колгоспу «Шлях до комунізму»                                                                                   |                                   |
| Маринчак Василь Сергійович           | Севастополь              | № 172          | начальник майстерень зв’язку міста Севастополя                                                                                 |                                   |
| Марцовенко Олена Дмитрівна           | Білогірський район       | № 92           | в’язальниця Білогірського районного побуткомбінату                                                                             |                                   |
| Мацишена Ніна Климентіївна           | Севастополь              | № 194          | робітниця радгоспу «Севастопольський»                                                                                          |                                   |
| Мельник Раїса Василівна              | Чорноморський район      | № 166          | завідувачка молочнотоварної ферми колгоспу «Шлях Леніна»                                                                       |                                   |
| Мельничук Євдокія Степанівна         | Сімферополь              | № 48           | електрослюсар Сімферопольської ДРЕС імені Леніна                                                                               |                                   |
| Мецов Петро Георгійович              | Ялта                     | № 72           | завідувач Кримського обласного відділу охорони здоров’я                                                                        |                                   |
| Михалевська Антоніда Михайлівна      | Сімферополь              | № 57           | слюсар-складальник Сімферопольського електромашинобудівного заводу                                                             |                                   |
| Мишкін Петро Андрійович              | Білогірський район       | № 95           | бригадир садівницької бригади винрадгоспу «Передгір’я»                                                                         |                                   |
| Мірошниченко Володимир Миколайович   | Ялта                     | № 80           | начальник Кримського обласного управління кінофікації                                                                          |                                   |
| Молчанов Олександр Митрофанович      | Керч                     | № 24           | слюсар-ремонтник Керченського морського торговельного порту                                                                    |                                   |
| М'ягков Степан Петрович              | Первомайський район      | № 137          | голова Первомайського райвиконкому                                                                                             |                                   |
| Низовий Іван Никонович               | Феодосія                 | № 67           | завідувач відділу комунального господарства Кримського облвиконкому                                                            |                                   |
| Никаноров Олексій Геннадійович       | Сакський район           | № 143          | голова Сакського райвиконкому                                                                                                  |                                   |
| Нікітенко Володимир Іванович         | Севастополь              | № 181          | слюсар-інструментальник Севастопольського судноремонтного філіалу об’єднання «Атлантика»                                       |                                   |
| Огурцов Іван Михайлович              | Красноперекопський район | № 124          | начальник обласного управління «Кримканалбуд»                                                                                  |                                   |
| Оникій Олексій Михайлович            | Джанкой                  | № 7            | 1-й секретар Кримського обласного комітету ЛКСМУ                                                                               |                                   |
| Онищак Євген Іванович                | Ялта                     | № 75           | бетоняр спеціалізованого ремонтно-будівельного управління № 2 тресту «Кримспецгідрорембуд»                                     |                                   |
| Павлишина Раїса Петрівна             | Джанкой                  | № 5            | токар Джанкойського машинобудівного заводу                                                                                     |                                   |
| Парамєєв Володимир Васильович        | Джанкой                  | № 6            | голова Джанкойського міськвиконкому                                                                                            |                                   |
| Пасюта Віктор Олімпійович            | Совєтський район         | № 164          | голова Совєтського райвиконкому                                                                                                |                                   |
| Педан Віра Іванівна                  | Красногвардійський район | № 117          | бригадир цеху інкубації племптахорадгоспу «Жовтневий»                                                                          |                                   |
| Пендюріна Галина Михайлівна          | Керч                     | № 32           | гідроізолювальниця будівельного управління № 460 тресту «Кримморгідробуд»                                                      |                                   |
| Петиш Регіна Володимирівна           | Сакський район           | № 148          | бригадир-виноградар держплемптахорадгоспу імені Фрунзе                                                                         |                                   |
| Печенко Любов Миколаївна             | Сімферополь              | № 52           | швачка-мотористка Сімферопольської швейно-галантерейної фабрики                                                                |                                   |
| Пилипенко Валентина Григорівна       | Бахчисарайський район    | № 87           | агроном колгоспу «Чорноморець»                                                                                                 |                                   |
| Поліщук Неоніла Павлівна             | Сімферопольський район   | № 153          | бригадир виноградарської бригади радгоспу-заводу «Янтарний»                                                                    |                                   |
| Польщиков Іван Андрійович            | Феодосія                 | № 61           | голова Феодосійського міськвиконкому                                                                                           |                                   |
| Послєдов Віктор Володимирович        | Джанкойський район       | № 98           | голова Джанкойського райвиконкому                                                                                              |                                   |
| Потєхін Василь Євдокимович           | Бахчисарайський район    | № 88           | завідувач Кримського обласного відділу народної освіти                                                                         |                                   |
| Приходько Ганна Василівна            | Феодосія                 | № 64           | кравчиня Феодосійської фабрики індивідуального пошиття та ремонту одягу                                                        |                                   |
| Прокопчук Сергій Степанович          | Красногвардійський район | № 114          | бригадир молочнотоварної ферми радгоспу «Світанок»                                                                             |                                   |
| П'янков Федір Олександрович          | Алушта                   | № 2            | завідувач фінансового відділу Кримського облвиконкому                                                                          |                                   |
| Рєпін Микола Федорович               | Ленінський район         | № 127          | слюсар Ленінського районного об’єднання «Сільгосптехніка»                                                                      |                                   |
| Романова Алла Олексіївна             | Севастополь              | № 171          | майстер Севастопольських арматурних майстерень                                                                                 |                                   |
| Рош Борис Іванович                   | Білогірський район       | № 94           | голова правління колгоспу «За мир»                                                                                             |                                   |
| Рощупкін Олександр Мефодійович       | Керч                     | № 21           | секретар Кримського обласного комітету КПУ                                                                                     |                                   |
| Руденко Надія Іллівна                | Красноперекопський район | № 120          | бригадир-рисівник радгоспу «П’ятиозерний»                                                                                      |                                   |
| Руднєва Валентина Василівна          | Алушта                   | № 3            | бригадир-виноградар винрадгоспу «Алушта»                                                                                       |                                   |
| Русиник Василь Михайлович            | Керч                     | № 25           | директор Керченського склотарного заводу                                                                                       |                                   |
| Рябицева Пелагія Іванівна            | Кіровський район         | № 107          | електрозварниця Старокримського заводу залізобетонних виробів                                                                  |                                   |
| Сазикіна Людмила Іванівна            | Феодосія                 | № 69           | 1-й секретар Феодосійського міського комітету КПУ                                                                              |                                   |
| Самковський Федір Дмитрович          | Сімферополь              | № 53           | муляр будівельного управління № 7 тресту «Сімферопольпромбуд»                                                                  |                                   |
| Самсонов Савелій Миколайович         | Євпаторія                | № 19           | електрик-ремонтник Керченського труболиварного заводу                                                                          |                                   |
| Сангайло Ганна Іванівна              | Феодосія                 | № 66           | механік Феодосійського механічного заводу                                                                                      |                                   |
| Сахаров Юрій Іванович                | Сімферополь              | № 54           | секретар Кримського облвиконкому                                                                                               |                                   |
| Семакіна Алла Дем'янівна             | Феодосія                 | № 70           | бригадир виноградарської бригади радгоспу-заводу «Судак»                                                                       |                                   |
| Семенова Тетяна Миколаївна           | Ялта                     | № 73           | електромеханік Ялтинського міського виробничо-технічного вузла зв’язку                                                         |                                   |
| Семенчук Василь Леонтійович          | Чорноморський район      | № 168          | 1-й заступник голови Кримського облвиконкому                                                                                   |                                   |
| Сем'я Варвара Миколаївна             | Сімферополь              | № 35           | робітниця-закрійниця Сімферопольської шкіряно-взуттєвої фірми імені Дзержинського                                              |                                   |
| Сень Ніна Яківна                     | Джанкой                  | № 9            | стерилізатор Джанкойського консервного заводу                                                                                  |                                   |
| Сердюк Микола Кузьмович              | Совєтський район         | № 165          | начальник Кримського обласного управління сільського господарства                                                              |                                   |
| Сєнічкіна Ольга Марківна             | Нижньогірський район     | № 135          | головний агроном колгоспу імені Войкова                                                                                        |                                   |
| Синяк Лідія Петрівна                 | Сімферополь              | № 37           | закрійниця Сімферопольської фабрики культпобуттоварів                                                                          |                                   |
| Сирота Григорій Панасович            | Севастополь              | № 188          | голова Кримської обласної ради профспілок                                                                                      |                                   |
| Скоропадська Людмила Юхимівна        | Севастополь              | № 183          | провідниця резерву провідників залізничної станції Севастополь                                                                 |                                   |
| Солодовник Леонід Дмитрович          | Нижньогірський район     | № 132          | 2-й секретар Кримського обласного комітету КПУ                                                                                 |                                   |
| Степанова Віра Іванівна              | Сімферопольський район   | № 161          | бригадир садово-овочівницької бригади колгоспу імені Леніна                                                                    |                                   |
| Столярчук Сергій Корнійович          | Ленінський район         | № 129          | голова Ленінського райвиконкому                                                                                                |                                   |
| Сундугей Віктор Данилович            | Джанкойський район       | № 104          | бригадир садівницької бригади колгоспу «Росія»                                                                                 |                                   |
| Тарасюк Іван Степанович              | Сімферопольський район   | № 158          | голова Сімферопольського райвиконкому                                                                                          |                                   |
| Татарська Ніна Федосіївна            | Ялта                     | № 82           | лікарка санаторію «Піонер» |                                   |
| Твердохлєбова Олександра Василівна   | Сімферополь              | № 56           | доцент кафедри Сімферопольського державного університету імені Фрунзе                                                          |                                   |
| Титаєва Наталія Іванівна             | Сімферополь              | № 45           | інженер-технолог механічного цеху Сімферопольського заводу продовольчого машинобудування імені Куйбишева                       |                                   |
| Толстикова Надія Петрівна            | Ялта                     | № 78           | емалювальниця виробничого об’єднання «Таврія»                                                                                  |                                   |
| Тоскін Кирило Дмитрович              | Сімферополь              | № 42           | завідувач кафедри факультативної та госпітальної хірургії Кримського медичного інституту                                       |                                   |
| Удовиченко Катерина Леонтіївна       | Керч                     | № 27           | машиніст електромостового крана Керченського металургійного заводу імені Войкова                                               |                                   |
| Улізко Людмила Михайлівна            | Севастополь              | № 170          | маляр будівельного управління № 45 тресту «Севастопольбуд»                                                                     |                                   |
| Фисіна Тамара Макарівна              | Сакський район           | № 149          | бригадир виноградарської бригади радгоспу-заводу «Євпаторійський»                                                              |                                   |
| Філіпчук Любов Андріївна             | Керч                     | № 26           | бригадир викінчувальників будівельного управління № 22 тресту «Керчметалургбуд»                                                |                                   |
| Фролова Олександра Омелянівна        | Нижньогірський район     | № 134          | голова Нижньогірського райвиконкому                                                                                            |                                   |
| Хвостенко Леонід Володимирович       | Севастополь              | № 195          | електромонтер Севастопольської ДРЕС                                                                                            |                                   |
| Хлинов Юрій Олександрович            | Красноперекопський район | № 121          | заступник голови Кримського облвиконкому                                                                                       |                                   |
| Церна Віра Іванівна                  | Сімферопольський район   | № 159          | бригадир племферми радгоспу «Червоний»                                                                                         |                                   |
| Чемодуров Трохим Миколайович         | Сімферополь              | № 41           | голова Кримського облвиконкому                                                                                                 |                                   |
| Чепуріна Римма Миколаївна            | Джанкойський район       | № 102          | заступник голови Кримського облвиконкому                                                                                       |                                   |
| Чернишова Лідія Дем'янівна           | Сімферополь              | № 39           | художній керівник Державного жіночого вокально-хореографічного ансамблю «Таврія»                                               | померла 23.09.1975                |
| Чернишова Ольга Леонідівна           | Сакський район           | № 144          | апаратниця Сакського хімічного заводу імені 50-річчя Радянської України                                                        |                                   |
| Черфас Валентин Іванович             | Нижньогірський район     | № 133          | голова правління колгоспу імені Крупської                                                                                      |                                   |
| Чорноморець Костянтин Костянтинович  | Ялта                     | № 76           | бригадир електриків Ялтинського молочного заводу                                                                               |                                   |
| Чорноморченко Анастасія Петрівна     | Керч                     | № 20           | стерилізатор рибоконсервного філіалу об’єднання «Керчрибпром»                                                                  |                                   |
| Чубаркіна Тамара Олексіївна          | Ялта                     | № 83           | завідувачка відділення санаторію «Ай-Даніль»                                                                                   |                                   |
| Чухров Валерій Миколайович           | Джанкой                  | № 8            | оглядач-ремонтник Джанкойського вагонного депо Придніпровської залізниці                                                       |                                   |
| Шешуков Вікентій Іванович            | Керч                     | № 28           | начальник комбінату «Кримбуд»                                                                                                  |                                   |
| Шляєв Михайло Федорович              | Красноперекопський район | № 125          | голова Красноперекопського райвиконкому                                                                                        |                                   |
| Шульга Ольга Дмитрівна               | Євпаторія                | № 15           | кравчиня Євпаторійської фабрики індивідуального пошиття та ремонту одягу                                                       | повноваження припинені 29.09.1976 |
| Щукіна Віра Гнатівна                 | Феодосія                 | № 71           | робітниця-виноградар радгоспу-заводу «Коктебель»                                                                               |                                   |
| Юшко Микола Павлович                 | Сімферополь              | № 59           | слюсар-інструментальник Сімферопольського механічного заводу «Сантехпром»                                                      |                                   |
| Яцук Світлана Миколаївна             | Первомайський район      | № 138          | трактористка колгоспу «Прапор комунізму»                                                                                       |                                   |
| Домбровський Олександр Олександрович | Сімферополь              | № 39           | начальник Кримського обласного управління професійно-технічної освіти                                                          | дообраний 21.12.1975              |
| Ковтунов Олександр Васильович        | військовий округ         |                | командир 32-го армійського корпусу                                                                                             | дообраний 21.12.1975              |

26 червня 1975 року відбулася 1-а сесія Кримської обласної ради депутатів трудящих 15-го скликання. Головою виконкому обраний Чемодуров Трохим Миколайович; першим заступником голови виконкому — Семенчук Василь Леонтійович;  заступниками голови виконкому — Барановський Василь Васильович,  Хлинов Юрій Олександрович, Чепуріна Римма Миколаївна; секретарем облвиконкому — Сахаров Юрій Іванович.
Членами виконкому ради обрані:  Жорич Анатолій Петрович,  Кириченко Микола Карпович, Котлярова Євдокія Сергіївна,  Криворотов Володимир Іванович, Куришев Олександр Іванович,  Лук'яненко Костянтин Петрович,  Максимов Володимир Михайлович, П'янков Федір Олександрович, Сердюк Микола Кузьмович.
Головами комісій Кримської обласної Ради депутатів трудящих обрані: мандатної — Арбузов Валерій Дмитрович, планово-бюджетної — Столярчук Сергій Корнійович, з питань промисловості, транспорту і зв'язку — Дубов Валентин Федорович, з питань сільського господарства — Авраамов Георгій Миколайович, з питань народної освіти — Твердохлєбова Олександра Василівна, з питань культурно-освітньої роботи — Сазикіна Людмила Іванівна, з питань торгівлі і громадського харчування — Вершков Дмитро Дементійович, з питань охорони природи — Кравець Микита Лаврентійович , з питань побутового обслуговування населення — Польщиков Іван Андрійович, з питань будівництва і промисловості будівельних матеріалів — Варичев Михайло Якович, з питань комунального господарства, благоустрою і шляхового будівництва — Кулаков Михайло Михайлович, з питань соціалістичної законності і охорони державного та громадського порядку — Корнєєв Микола Іванович, з питань охорони здоров'я і соціального забезпечення — Тоскін Кирило Дмитрович, у справах молоді — Кляритський Лев Миколайович.
Сесія затвердила обласний виконавчий комітет у складі: голова планової комісії — Куришев Олександр Іванович, завідувач відділу народної освіти — Потєхін Василь Євдокимович, завідувач відділу охорони здоров'я — Мецов Петро Георгійович, завідувач фінансового відділу — П'янков Федір Олександрович,  завідувач відділу соціального забезпечення — Кучерук Микола Ілліч, завідувач відділу комунального господарства — Низовий Іван Никонович, завідувач відділу з використання трудових ресурсів — Тішин Михайло Леонтійович, завідувач відділу цін — Вареников І.Д., завідувач організаційно-інструкторського відділу — Татарников Олексій Ілліч, завідувач відділу запису актів громадського стану (ЗАГС) — Кузьменко А.А., завідувач загального відділу — Левченко Григорій Федорович, начальник відділу у справах будівництва і архітектури — Мелік-Парсаданов Віктор Паруйрович, начальник відділу юстиції — Шеблаєв В.Т., начальник управління внутрішніх справ — Жорич Анатолій Петрович, начальник управління сільського господарства — Сердюк Микола Кузьмович, начальник управління меліорації і водного господарства — Шавін Олександр Федорович,   начальник управління торгівлі — Макєєв Андрій Іванович, начальник управління місцевої промисловості — Зав'ялов Петро Михайлович, начальник управління побутового обслуговування населення — Кайоткін В'ячеслав Миколайович, начальник управління професійно-технічної освіти — Домбровський Олександр Олександрович, начальник управління культури — Івановський Георгій Васильович, начальник управління кінофікації — Мірошниченко Володимир Миколайович, начальник виробничо-технічного управління зв'язку – Соловйов Юрій Олексійович, начальник управління у справах видавництв, поліграфії і книжкової торгівлі — Гарматько Іван Миколайович, начальник управління хлібопродуктів — Гнойовий М.А., начальник управління харчової промисловості — Раєвський Д.І., начальник управління лісового господарства і лісозаготівель — Ісаєнко О.Б., начальник управління капітального будівництва — Карпович В.Ф., начальник управління з питань заготівель і постачання паливом населення, комунально-побутових підприємств і установ — Стулов Анатолій Васильович, начальник виробничого управління будівництва та експлуатації автомобільних доріг — Строков Я.А., начальник управління постачання і збуту — Яланський В.Ю., голова комітету з телебачення і радіомовлення — Щербаченко Я.С., голова комітету з фізичної культури і спорту — Господ М. І., голова комітету народного контролю — Лук'яненко Костянтин Петрович. 